# Liste de jeux Windows (H)
Cette liste de jeux Windows dont le titre commence par la lettre H recense des jeux vidéo sortis sur le système d'exploitation Windows pour PC.
Pour un souci de cohérence, la liste utilise les noms français des jeux, si ce nom existe.
Cette liste est découpée, il est possible de naviguer entre les pages via le sommaire.
- H1Z1
- Habitat
- Hack 'n' Slash
- .hack//G.U. Last Recode
- Hackmud
- Hacknet
- Hacktag
- Hades
- Haegemonia: Legions of Iron
  - Haegemonia: The SOLON Heritage
- Hakuōki: Edo Blossoms
- Hakuōki: Kyoto Winds
- Half-Life
  - Half-Life: Opposing Force
  - Half-Life: Blue Shift
- Half-Life 2
  - Half-Life 2: Deathmatch
  - Half-Life 2: Lost Coast
  - Half-Life 2: Episode One
  - Half-Life 2: Episode Two
- Half-Life: Alyx
- Half-Minute Hero
- Half-Minute Hero: The Second Coming
- Halo: Combat Evolved
- Halo 2
- Halo 3
- Halo 3: ODST
- Halo 4
- Halo Infinite
- Halo: Spartan Assault
- Halo: Spartan Strike
- Halo Wars
- Halo Wars 2
- Hamilton's Great Adventure
- Hamlet
- Hammer and Sickle
- Hammerfight
- Hammerwatch
- Hand of Fate
- Hand of Fate 2
- Hand of the Gods: Smite Tactics
- Handball 16
- Handball 17
- Happy Feet
- Happy Tree Friends: False Alarm
- Happy Wars
- Harbinger
- Hard Reset
- Hard Rock Casino
- Hard to Be a God
- Hard Truck Tycoon
- Hard West
- HardBall 6
- Hardcore 4X4
- Hardline
- Hardspace: Shipbreaker
- Hardwar
- Hardy Boys, The: The Hidden Theft
- Hardy Boys : Le Crime Parfait
- Harley-Davidson: Race Across America
- Harley-Davidson: Race to the Rally
- Harley-Davidson: Wheels of Freedom
- Harrier Jump Jet
- Harry Potter : Coupe du monde de quidditch
- Harry Potter à l'école des sorciers
- Harry Potter et la Chambre des secrets
- Harry Potter et le Prisonnier d'Azkaban
- Harry Potter et la Coupe de feu
- Harry Potter et l'Ordre du Phénix
- Harry Potter et le Prince de sang-mêlé
- Harry Potter et les Reliques de la Mort, partie 1
- Harry Potter et les Reliques de la Mort, partie 2
- Harukanaru toki no naka de 2
- Harvest Moon : Lumière d'espoir
- Harvester
- Has-Been Heroes
- Hatoful Boyfriend
- Hatred
- Haunt the House: Terrortown
- Haunted Island, a Frog Detective Game - The
- Haven
- Hawken
- Hazelnut Bastille
- HCA : Les Aventures extraordinaires d'Andersen
- Headspun
- Heart of Darkness
- Hearthstone
- Hearts of Iron
- Hearts of Iron 2
- Hearts of Iron 3
- Hearts of Iron 4
- Heat Signature
- Heaven and Hell
- Heaven's Vault
- Heavy Bullets
- Heavy Gear
- Heavy Gear II
- Heavy Metal: FAKK2
- Heavy Rain
- Heavy Weapon
- Hector: Badge of Carnage
- Hegemony: Philip of Macedon
- Heist
- Heli Heroes
- Heliborne
- Helicops
- Hell-Copter
- Hell Yeah! La Fureur du lapin mort
- Hellbender
- Hellblade: Senua's Sacrifice
- Hellboy: Dogs of the Night
- Helldivers
- Helldorado
- Hellforces
- Hellgate: London
- Hellion
- Hello Kitty: Bubblegum Girlfriends
- Hello Kitty: Dream Carnival
- Hello Kitty: Roller Rescue
- Hello Kitty and Sanrio Friends Racing
- Hello Kitty Online
- Hello Neighbor
- Hello Neighbor 2
- Helltaker
- Her Story
- Herald: An Interactive Period Drama
- Hercule
- Heretic
- Heretic II
- Héritage secret, L' : Les Aventures de Kate Brooks
- Hermit Home Designer
- Hero Core
- Hero of Many
- Heroes and Generals
- Heroes of Annihilated Empires
- Heroes of Might and Magic
- Heroes of Might and Magic II: The Succession Wars
  - Heroes of Might and Magic II: The Price of Loyalty
- Heroes of Might and Magic III: The Restoration of Erathia
  - Heroes of Might and Magic III: Armageddon's Blade
  - Heroes of Might and Magic III: The Shadow of Death
- Heroes of Might and Magic IV
  - Heroes of Might and Magic IV: The Gathering Storm
  - Heroes of Might and Magic IV: Winds of War
- Heroes of Might and Magic V
  - Heroes of Might and Magic V: Tribes of the East
  - Heroes of Might and Magic V: Hammers of Fate
- Heroes of Newerth
- Heroes of Normandie
- Heroes of the Pacific
- Heroes of the Storm
- Heroes over Europe
- Heroic Legend of Arslân, The
- Hexen
- Hexen II
  - Hexen II: Portal of Praevus
- Hexic
- Hexplore
- HIARCS
- Hidden, The
- Hidden and Dangerous
  - Hidden and Dangerous: Devil's Bridge
- Hidden and Dangerous 2
  - Hidden and Dangerous 2: Sabre Squadron
- Hidden Folks
- Hidden Star in Four Seasons
- Higanbana no Saku Yoru ni
- High Heat Baseball 1999
- High Heat Baseball 2000
- High Heat Baseball 2001
- High Heat Baseball 2002
- High Heat Baseball 2003
- High School Musical 3 Dance ! Nos années lycée
- Highborn
- Highland Warriors
- Higurashi Daybreak
- Higurashi no naku koro ni
- Hind
- Hinterland
- Hired Guns: The Jagged Edge
- History Channel, The: Battle for the Pacific
- History Channel, The: Civil War – A Nation Divided
- History of the World
- HistWar : Les Grognards
- Hitman (2016)
- Hitman : Tueur à gages
- Hitman 2 (2018)
- Hitman 2: Silent Assassin
- Hitman 3
- Hitman Go
- Hitman: Absolution
- Hitman: Blood Money
- Hitman: Contracts
- Hive, The
- Hive Jump
- Hob
- Hocus
- Hogwarts Legacy
- Hollow Knight
- Hollow Knight: Silksong
- Hollywood Monsters
- Holy Potatoes! We're in Space?!
- Homefront
- Homefront: The Revolution
- Home Sweet Home
- Home Sweet Home: Survive
- Home Sweet Home: Online
- Homeworld
  - Homeworld: Cataclysm
- Homeworld 2
- Homeworld 3
- Homeworld: Deserts of Kharak
- Hong Kong Massacre, The
- Honkai Impact 3rd (en)
- Hooligans: Storm Over Europe
- Hooters Road Trip
- Hopeless Masquerade
- Hopkins FBI
- Horizon
- Horizon Chase Turbo
- Horizon Zero Dawn
- Horse Racing Manager
- Hoshizora e Kakaru Hashi
- Hoshizora no Memoria
- Hospital Tycoon
- Hostile Waters
- Hot Lava
- Hot Wheels: Beat That!
- Hot Wheels: Crash!
- Hot Wheels: Jetz
- Hot Wheels: Mechanix
- Hot Wheels : Meilleur pilote mondial
- Hot Wheels: Micro Racers
- Hot Wheels: Stunt Track Challenge
- Hot Wheels: Stunt Track Driver
- Hot Wheels: Velocity X
- Hot Wheels: Williams F1 Team Racing
- Hot Wheels: World Race
- Hotaru no Nikki
- Hotel Giant
- Hotline Miami
- Hotline Miami 2: Wrong Number
- Hotshot Racing
- Hour of Victory
- House Flipper
- A House in California
- House in Fata Morgana, The
- House of the Dead, The
- House of the Dead 2, The
- House of the Dead III, The
- House of the Dead: Overkill, The
- Hover!
- Hoverace
- How to Date a Magical Girl
- How to Survive
- Hugo
- Hugo: Cannon Cruise
- Hugo: Jungle Island
- Hugo : La Quête des pierres solaires
- Hugo: Retro Mania
- Hugo: Troll Race
- Hugo : Le Maudit Diamant Noir
- Hugo : Le Miroir maléfique
- Hugo's House of Horrors
- Hugo II, Whodunit?
- Hugo III, Jungle of Doom!
- Hulk
- Human Resource Machine
- Humankind
- Hungry Shark World
- HuniePop
- Hunt: Showdown
- Hunted: The Demon's Forge
- Hunter, The
- Hunter, The: Call of the Wild
- Hunter Hunted
- Hunting Simulator
- Huxley
- Hybrid Wars
- Hydro Thunder
- Hydro Thunder Hurricane
- Hydrophobia
- Hype: The Time Quest
- Hyper Light Drifter
- Hyper Scape
- Hyperblade
- Hypercharge: Unboxed
- Hyperdevotion Noire: Goddess Black Heart
- Hyperdimension Neptunia
- Hyperdimension Neptunia mk2
- Hyperdimension Neptunia Victory
- Hyperdimension Neptunia U: Action Unleashed
- Hypnospace Outlaw
- Hytale

| Sommaire : | Haut - A B C D E F G H I J K L M N O P Q R S T U V W X Y Z 0-9 |